# ثيدا بارا

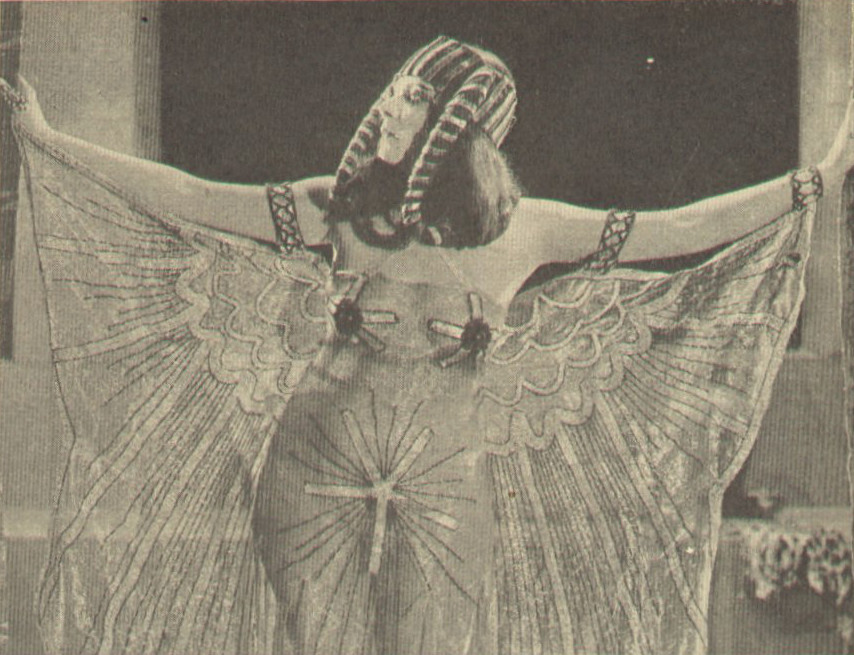
ثيدا بارا في فيلم كليوباترا في عام 1917

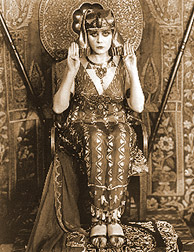
من فيلم كليوباترا

ثيدا بارا (بالإنجليزية: Theda Bara)‏ هي ممثلة أفلام صامتة أمريكية بريطانية، ولدت عام 1885 في سينسيناتي، أوهايو، توفيت في 2 من فبراير عام 1955 في لوس أنجلوس. وتعتبر الأولى التي جسدت شخصية كليوباترا السابعة عام 1917 في فيلم كليوباترا (فيلم 1917)

## روابط خارجية
- ثيدا بارا على موقع IMDb (الإنجليزية)
- ثيدا بارا على موقع الموسوعة البريطانية (الإنجليزية)
- ثيدا بارا على موقع روتن توميتوز (الإنجليزية)
- ثيدا بارا على موقع ألو سيني (الفرنسية)
- ثيدا بارا على موقع تيرنر كلاسيك موفيز (الإنجليزية)
- ثيدا بارا على موقع أول موفي (الإنجليزية)
- ثيدا بارا على موقع قاعدة بيانات برودواي على الإنترنت (الإنجليزية)
- ثيدا بارا على موقع قاعدة بيانات الأفلام السويدية (السويدية)
- ثيدا بارا على موقع إن إن دي بي (الإنجليزية)
- ثيدا بارا على موقع قاعدة بيانات الفيلم (الإنجليزية)